# بی‌حجاب (فیلم)
بی‌حجاب فیلمی به کارگردانی ایرج قادری، نویسندگی علی‌اکبر صادقی و علیرضا داوودنژاد و تهیه‌کنندگی جمشید شیبانی محصول سال ۱۳۵۲ است.

## خلاصه فیلم
مسلم و پدرش ضیاء دو قاچاقچی بدنام هستند. ضیاء به مکه می‌رود و توبه می‌کند و پسرش را نیز از راه ناصواب منع می‌کند. مسلم که با رقاصی به نام کلثوم رفت‌وآمد دارد، با سارا، دختر یک کشیش، دوست است. او پس از مخالفت والدین خود از خانه می‌گریزد. ضیاء که از رفتار پسرش سرخورده شده به دنبال او می‌رود.